# Moritz Kuhn (Wirtschaftswissenschaftler)
Moritz Kuhn (* 1980) ist ein deutscher Professor für Volkswirtschaftslehre an der Universität Mannheim.

## Werdegang
Nikolas Moritz Kuhn studierte Wirtschaft an der Universität Mannheim und schrieb dort von 2005 bis 2010 seine Dissertation mit dem Titel Topics in dynamic macroeconomics, betreut von Tom Krebs. Von April 2010 bis Juli 2014 war er Assistenzprofessor an der Universität Bonn, anschließend assoziierter Professor und ab 2019 ordentlicher Professor. Seit August 2023 ist Kuhn Professor für angewandte politische Ökonomie an der Universität Mannheim.
Seit 2016 ist er Mitherausgeber der Zeitschrift Macroeconomic Dynamics und seit 2017 Research Fellow von CESIfo. Seit 2019 ist er Teil des wissenschaftlichen Beirats des Instituts für Arbeitsmarkt- und Berufsforschung (IAB).
Kuhn forscht zur Makroökonomik von Ungleichheit, Arbeitsmarkt und Humankapital.

## Veröffentlichungen
- Moritz Kuhn, Moritz Schularick, Ulrike Isabel Steins: Income and Wealth Inequality in America, 1949–2016. In: Journal of Political Economy, 2020, doi:10.1086/708815.
- Alina Bartscher, Moritz Kuhn, Moritz Schularick: The College Wealth Divide: Education and Inequality in America, 1956–2016. In: Federal Reserve Bank of St. Louis Review 102(1), 2020, S. 19–49, doi:10.20955/r.102.19-49.
- Philip Jung, Moritz Kuhn: Earnings losses and labor mobility over the life-cycle. In: Journal of the European Economic Association 17(3), 2019, S. 678–724, doi:10.1093/jeea/jvy014.
- Moritz Kuhn, José-Víctor Ríos-Rull: 2013 Update on the U.S. Earnings, Income, and Wealth Distributional Facts: A View from Macroeconomic Modelers. In: Federal Reserve Bank of Minneapolis Quarterly Review 37(1), April 2016, doi:10.21034/qr.3711.
- Tom Krebs, Moritz Kuhn, Mark L. J. Wright: Human Capital Risk, Contract Enforcement, and the Macroeconomy. In: The American Economic Review 105(11), November 2015, S. 3223–3272, doi:10.1257/aer.20111681.